# The Split Program II
The Split Program II (w dopełnieniu zwany też Caliban vs. Heaven Shall Burn) – split-album grup Caliban oraz Heaven Shall Burn wydany w 2005 roku nakładem Lifeforce Records.

## Lista utworów

### Heaven Shall Burn
1. Unleash Enlightment
2. No One Will Shed A Tear
3. Nyfaedd Von (instrumentalny)
4. If This Is A Man
5. Downfall Of Christ (cover Merauder)
6. Destroy Fascism (cover Endstand)

### Caliban
7. The Revenge
8. Arena Of Concealment
9. One Day
10. A Summer Dream
11. One More Lie

## Inne informacje
- Kompozycja instrumentalna "Nyfaedd Von" jest autorstwa Ólafura Arnaldsa.
- Utwór "If This Is A Man" został opublikowany pierwotnie na splicie Heaven Shall Burn & Fall Of Serenity z 1999 roku. Powstał z inspiracji książką włoskiego pisarza pochodzenia żydowskiego, Primo Leviego pod tym samym tytułem (pol. Czy to jest człowiek), opowiadającej o pobycie autora w niemieckim obozie koncentracyjnym Auschwitz-Birkenau. Tekst utworu to wiersz autorstwa samego Primo Leviego stanowiący wstęp do tejże książki.
- Utwór "Downfall Of Christ" zespołu Merauder został opublikowany pierwotnie na albumie Master Killer z 1996 roku.
- Utwór "Destroy Fascism" zespołu Endstand został opublikowany pierwotnie na albumie Endstand z 1998 roku.
- Utwór "Arena of Concealment" został opublikowany pierwotnie na albumie grupy pt. A Small Boy and a Grey Heaven z 1999 roku.
- Utwory "One Day" i "One More Lie" zostały opublikowane pierwotnie na minialbumie grupy pt. Caliban z 1998 roku.
- Utwór "A Summer Dream" został opublikowany pierwotnie na splicie The Split Program I z 2000 roku.